# اوسامی سادامیتسو
اوسامی سادامیتسو (به ژاپنی: 宇佐美定満 Usami Sadamitsu)، اوسامی سادایوکی; ۱ ژانویهٔ ۱۴۸۹ – ۱۱ اوت ۱۵۶۴ یک سامورایی اهل ژاپن بود. وی در خدمت خاندان اوئه‌سوگی در ولایت اچیگو بود.

## زندگینامه
سادایوکی که با نام یوشیکاتسو نیز شناخته می شود، یکی از نگهبانان اصلی و یکی از بیست و پنج ژنرال اوئه‌سوگی کنشین بود.
او در نبردهای کاواناکاجیما مسئول پیام رسان ها شد .
طبق یک نظریه او برای تثبیت قدرت اوئه‌سوگی کنشین رقیب او ناگائو ماساکاگه را به سفر با قایق دعوت کرد و خود را با او غرق کرد.